# Királyi út (Krakkó)

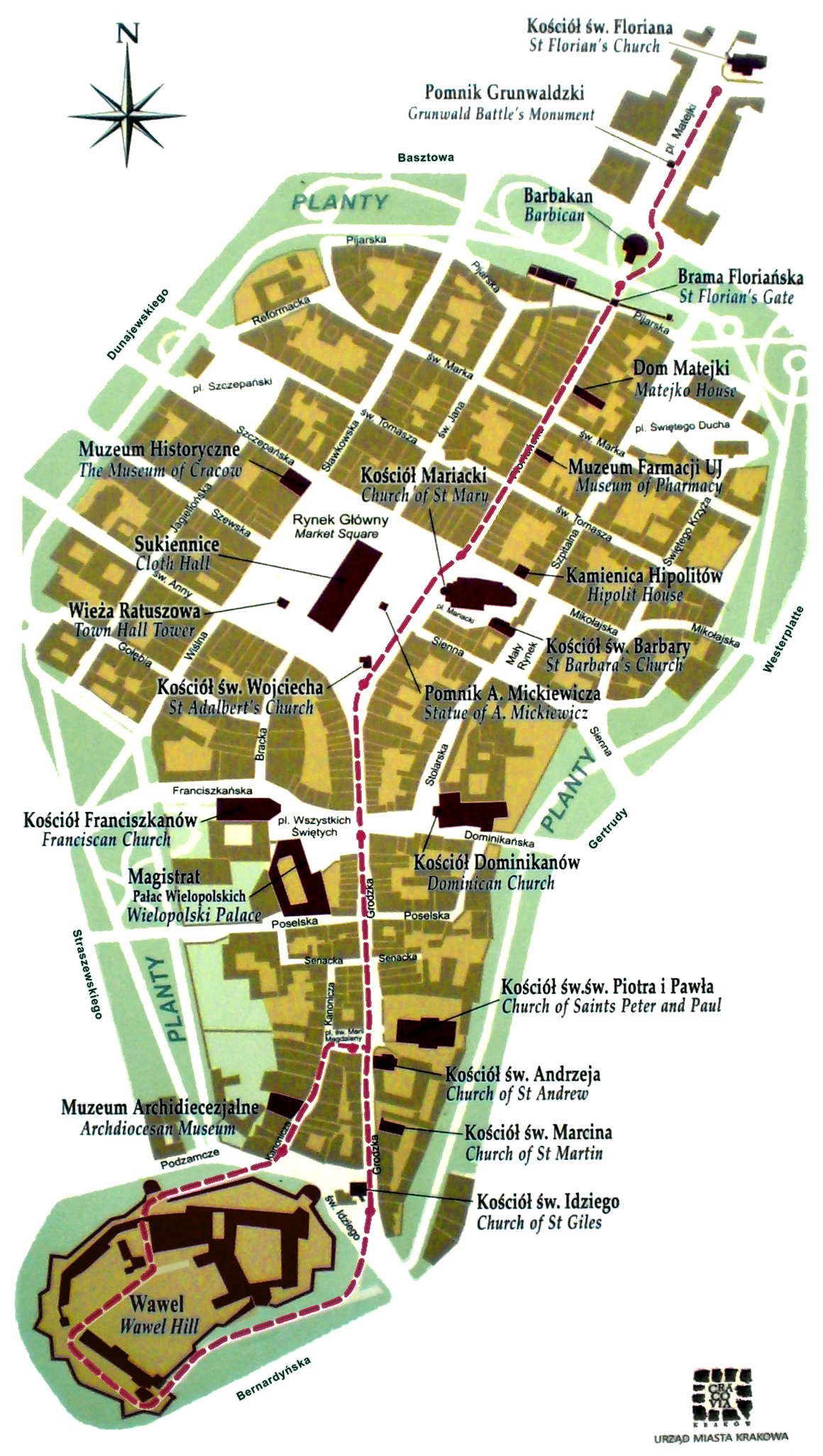
A Király út nyomvonala

A Királyi út (lengyelül: Droga Królewska) krakkói utcákon és tereken átvezető útvonal, amelyen díszes felvonulásokat tartottak 1734-ig királyi ünnepek, koronázások vagy temetkezések alkalmával. Az útvonal a Kleparz városrésznél kezdődött, s az Óváros és Okół utcáin át egészen a Wawelig vezetett. Érintette a Floriańska utcát, a Főteret (Rynek Główny), valamint a Grodzka, a Senacka és a Kanonicza utcát.
A Királyi út mentén a régi Krakkó legfontosabb műemlékei állnak.
| A Királyi útnak a Kleparztól délre, a Floriańska utca irányába tartó szakasza (balról jobbra) |          |                      |                 |
| Szent Flórián- templom                                                                        | Barbakán | Szent Flórián kapuja | Floriańska utca |

| A Királyi útnak a Főtértől a Grodzka utcáig tartó szakasza (balról jobbra) |                                                             |                         |                              |                     |
| Mária- templom                                                             | Rynek Główny (Főtér) (II . János Pál pápa ünnepségén, 2005) | Szent Adalbert- templom | Assisi Szent Ferenc- templom | Wielopolski- palota |

| A Királyi út a Grodzka utcától a Wawelig (balról jobbra) |                       |                                 |                     |
| Szent Péter és Pál- templom                              | Szent András- templom | A királyi palota a Wawel-dombon | Waweli székesegyház |

## Fordítás
- Ez a szócikk részben vagy egészben a Droga Królewska (Kraków) című lengyel Wikipédia-szócikk ezen változatának fordításán alapul.  Az eredeti cikk szerkesztőit annak laptörténete sorolja fel. Ez a jelzés csupán a megfogalmazás eredetét és a szerzői jogokat jelzi, nem szolgál a cikkben szereplő információk forrásmegjelöléseként.